# Yllenus bator
Yllenus bator är en spindelart som beskrevs av Prószynski 1968. Yllenus bator ingår i släktet Yllenus och familjen hoppspindlar. Inga underarter finns listade i Catalogue of Life.